# Jukka Nevalainen
Jukka Antero Nevalainen (Kitee, 21 de abril de 1978) é um músico finlandês. É mais conhecido como ex-baterista da banda de metal sinfônico Nightwish.

## Carreira
Nevalainen foi sugerido por um professor de música da sua escola para ingressar em um novo programa educacional que estava começando na cidade de Kitee, Finlândia, pois ele achava que o mesmo se encaixaria bem como baterista. Posteriormente em 1990, ele se juntou à uma banda local chamada The Highway. Algum tempo depois, ele e seu amigo, o também músico Emppu Vuorinen, adquiriram um local próprio para ensaios e participaram juntos de pequenos projetos musicais, até que em 1997, Nevalainen foi convidado para integrar a recém-formada banda de metal sinfônico Nightwish, que na época contava apenas com os membros Vuorinen, Tuomas Holopainen e Tarja Turunen.
Foi através do Nightwish que Nevalainen alcançou projeção mundial, e juntamente com a banda lançou sete álbuns de estúdios, além de diversos singles e discos ao vivo. Em 6 de agosto de 2014, prestes a começar as gravações do que seria o oitavo álbum do Nightwish com Nevalainen, foi anunciado que o baterista iria se afastar da banda por tempo indeterminado devido à um problema crônico de insônia cujo mesmo já vinha enfrentando há alguns anos. Seu amigo, o baterista Kai Hahto, foi convidado para substituí-lo no álbum e sua subsequente turnê mundial. Ele chegou a retornar para uma apresentação especial de 20 anos de carreira da banda na Finlândia em 20 de agosto de 2016. Contudo, um comunicado expedido em 15 de julho de 2019, anunciou que Nevalainen não retornaria mais ao Nightwish e se dedicaria apenas ao seu trabalho como administrador dos negócios do grupo.
Paralelamente ao Nightwish, Nevalainen também atua como baterista da banda de metal progressivo Sethian, cujo lançou apenas o álbum Into the Silence (2003), e encontra-se atualmente em hiato indefinido.

## Vida pessoal
Nevalainen atualmente mora na cidade de Joensuu, Finlândia com sua esposa Satu e seus filhos Luna (nascida em 2003), Niki (nascido em 19 de dezembro de 2005) e Lara (nascida em 22 de junho de 2010). É adepto ao vegetarianismo desde 2001.
Ele também é um dos proprietários e presidente do conselho da empresa Scene Nation Oy, que é responsável pelas operações do Nightwish. Ele estudou na Universidade de Joensuu e é formado em ciência da computação, marketing e administração.

## Discografia

### Nightwish
- Angels Fall First (1997)
- Oceanborn (1998)
- Wishmaster (2000)
- Century Child (2002)
- Once (2004)
- Dark Passion Play (2007)
- Imaginaerum (2011)

### Sethian
- Into the Silence (2003)

### Participações
| Ano  | Artista           | Álbum                          | Faixa                           |
| ---- | ----------------- | ------------------------------ | ------------------------------- |
| 1996 | Jimmie Lawson     | Play That Funky (Humppa) Music | (Múltiplas faixas)              |
| 2001 | (Vários artistas) | La leyenda continúa            | "La leyenda del hada y el mago" |
| 2003 | Barilari          | Barilari (EP)                  | (Múltiplas faixas)              |
| 2003 | Barilari          | Barilari                       | (Múltiplas faixas)              |